# Лароуз, Джон
Хенри Джон Лароуз (англ. Henry John LaRose; 25 октября 1951, Потакет, Род-Айленд — 14 января 2021, Камберленд, там же) — американский бейсболист, питчер. В 1978 году играл в Главной лиге бейсбола в составе клуба «Бостон Ред Сокс». Большую часть карьеры провёл в командах младших лиг.

## Биография

### Ранние годы
Хенри Джон Лароуз родился 25 октября 1951 года в Потакете. Позднее семья переехала в Камберленд, где он вырос и окончил школу. Лароуз был звездой школьной бейсбольной команды, выигрывал в её составе чемпионат штата Род-Айленд. В 1968 году он приниимал участие в выставочном матче звёзд школьного бейсбола на бостонском стадионе «Фенуэй Парк».
В июне 1969 года в третьем раунде драфта Главной лиги бейсбола он был выбран клубом «Нью-Йорк Янкис», но контракт не подписал. В следующем году на вторичных драфтах его выбирали «Лос-Анджелес Доджерс» и «Бостон Ред Сокс». Контракт с последними был подписан летом 1970 года.

### Начало карьеры
В профессиональном бейсболе Лароуз дебютировал в составе команды «Джеймстаун Фэлконс» в Лиге Нью-Йорка и Пенсильвании. В 1970 году он сыграл в четырнадцати матчах с пропускаемостью 3,36. Сезон 1971 года ему пришлось пропустить почти целиком: он лечил травмированную руку и проходил шестимесячную службу в Национальной гвардии. В 1972 и 1973 годах он выступал на уровне A-лиги, не показывая хороших результатов.
Сезон 1974 года Лароуз завершил с показателем ERA 2,38. Зимой на драфте по правилу №5 его выбрала «Миннесота Твинс», но ещё до начала следующего чемпионата он вернулся в «Бостон». В феврале 1975 года он женился, а затем провёл отличный сезон в составе клуба «Бристол Ред Сокс», выиграв с ним Восточную лигу. Зимой он играл в Мексике, а по ходу сезона 1976 года выступал за «Бристол» и «Потакет Ред Сокс».

### Главная лига бейсбола
Прорыв в его карьере произошёл в 1977 году. Лароуз стал одним из основных питчеров стартовой ротации «Потакета», одержал одиннадцать побед при семи поражениях с пропускаемостью 3,04. Его включили в состав сборной звёзд Международной лиги. В августе эта команда обыграла «Бостон Ред Сокс» в выставочном матче со счётом 1:0, а Лароуз успешно закрыл девятый иннинг.
В 1978 году главный тренер «Потакета» Джо Морган перевёл его на позицию клоузера команды. Лароуз сыграл в чемпионате 51 матч, сделав 15 сейвов и одержав 10 побед. После окончания сезона в Международной лиге он был вызван в основной состав «Ред Сокс». Его дебют в Главной лиге бейсбола состоялся 20 сентября в выездном матче против «Детройта». Лароуз успешно сыграл пятый иннинг, но в следующих двух пропустил пять очков, в том числе три после хоум-рана Лу Уитакера. После этого тренер команды Дон Зиммер даже не отправлял его разминаться во время игр.
Весной 1979 года он участвовал в сборах «Бостона», но в основной состав не попал. Журналист газеты Boston Globe Питер Гэммонс писал: «Он стал жертвой сентябрьского краха. Бросил одну плохую подачу и теперь в него никто не верит». В течение двух лет Лароуз без особого успеха играл за «Потакет», а затем завершил спортивную карьеру.

### После бейсбола
Вскоре после окончания карьеры Лароуз развёлся. Он сменил несколько мест работы, работал барменом и приёмщиком товара. В 1986 и 1987 годах он жил в Атлантик-Сити и работал дилером в казино. Когда заболели его родители, Лароуз вернулся в Род-Айленд. Несколько лет он играл в одной из ветеранских бейсбольных лиг.
В 1992 году он вновь устроился дилером блэкджека в казино Foxwoods и работал там до своей смерти. Джон Лароуз скончался 14 января 2021 года в возрасте 69 лет.